# Новый Олов
Новый Олов — село в Чернышевском районе Забайкальского края России. Административный центр сельского поселения «Новооловское».

## География
Село находится в юго-западной части района, в верховьях реки Олов, на расстоянии примерно 34 км (по прямой) к северо-западу от посёлка городского типа Чернышевск, административного центра района.

### Климат
Климат резко континентальный. Средняя температура в июле +16…+20 °С (максимальная +37 °С), в январе −26… −30 °С (абсолютный минимум −57 °С). Осадков выпадает 300—350 мм/год. Вегетационный период продолжается от 130 до 150 дней.

### Часовой пояс
Село Новый Олов находится в часовой зоне МСК+6. Смещение применяемого времени относительно UTC составляет +9:00.

## История
Основано в 1774 году. В казачье сословие по военной реформе 1851 года крестьяне села не были переведены из-за малых земельных наделов, не позволяющих иметь все необходимое для службы казака. В период советской власти работали колхозы «Путь бедноты», им. Ф. А. Погодаева, совхозы «Оловский» и «Новооловский» (правопреемник ТОО «Северное», позже — СПК «Северный»).

## Население
| 2010 | 2021 |
| ---- | ---- |
| 328  | ↘281 |

### Национальный состав
Согласно результатам переписи 2002 года, в национальной структуре населения русские составляли 99 % из 387 чел.

## Инфраструктура
В селе действуют основная школа, фельдшерско-акушерский пункт, клуб и библиотека.

## Известные уроженцы
- Пушкарёв, Игорь Сергеевич (род. 1974) — российский государственный деятель.